# MFF Support

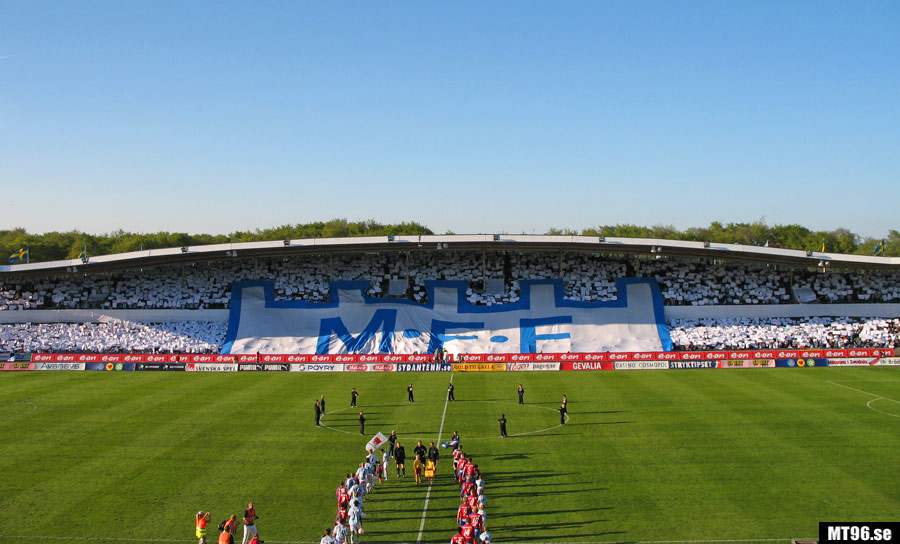
MT96

MFF Support är officiell supporterförening till Malmö FF. Den grundades 1 november 1992 och föreningen hade, medlemsåret 2012, 2 930 medlemmar.
Ordförande i föreningen var Magnus Ericsson.
Föreningen har byggts upp under ett av MFF:s herrlags sämsta årtionden och har från 1992 fram till 2005 haft en ständig uppgång i antalet medlemmar. Från 2005 och fram till 2010 har MFF Support haft en nedgång i antalet medlemmar. Under 2011 och 2012 har dock medlemsantalet gått uppåt igen.
MFF Support är en ideell och opolitisk förening som tar avstånd från våld och rasism. Föreningens huvudsakliga syfte är att underhålla och fördjupa intresset för Malmö FF:s fotbollsverksamhet.
MFF Support ger ut en medlemstidning fyra gånger per år som heter Nr. Tolv. Innan dess hette tidningen MFF Report.
Malmö FF har gett MFF Support nr 12. Ingen spelare bär det numret.
MFF Support drev tidigare en souvenirbutik vid Triangeln i Malmö men den är numera nerlagd. Idag finner man MFF Support "i luckan" på Ståplatsorget vid hemmamatcher.
| År   | Antal | +/−     |
| ---- | ----- | ------- |
| 1993 | 145   |         |
| 1994 | 190   | + 31%   |
| 1995 | 325   | + 71%   |
| 1996 | 457   | + 41%   |
| 1997 | 694   | + 52%   |
| 1998 | 923   | + 33%   |
| 1999 | 1415  | + 53%   |
| 2000 | 1603  | + 13%   |
| 2001 | 2186  | + 36%   |
| 2002 | 3342  | + 53%   |
| 2003 | 4628  | + 38%   |
| 2004 | 5891  | + 27%   |
| 2005 | 5730  | − 2,7%  |
| 2006 | 4449  | − 22%   |
| 2007 | 4044  | − 9%    |
| 2008 | 3358  | − 17%   |
| 2009 | 2810  | − 16,7% |
| 2010 | 1961  | − 30%   |
| 2011 | 1950  | − 0%    |
| 2012 | 2930  | + 50%   |